# Kyrylo Zarenko
Kyrylo Zarenko (ukrainisch Кирило Царенко, englische Transkription Kyrylo Tsarenko; * 13. Oktober 2000 in Kirowograd) ist ein ukrainischer Radrennfahrer, der im Straßenradsport aktiv ist.

## Sportlicher Werdegang
Bis 2021 fuhr Zarenko ausschließlich für ukrainische Renngemeinschaften, international trat er nur selten und ohne nennenswerte Ergebnisse in Erscheinung. Auf nationaler Ebene gewann er 2020 in der U23 beide Titel auf der Straße, 2021 verteidigte er den Titel im Einzelzeitfahren. Noch im Verlauf der Saison 2021 ging Zarenko nach Italien und bestritt erste Rennen für das Team Gallina Ecotek, das 2022 als UCI Continental Team lizenziert wurde. Der Gewinn der Gesamtwertung der Bulgarien-Rundfahrt 2022 war sein erster Sieg bei einem internationalen Rennen.
Bis 2021 starte Zarenko regelmäßig bei den nationalen Meisterschaften auf der Bahn und erreichte mehrfach das Podium im Ausdauerbereich, 2019 wurde er Meister in der Mannschaftsverfolgung. 2021 und 2022 nahm er an den U23-Europameisterschaften teil, 2022 gewann er dabei die Bronzemedaille im Scratch.
2023 wechselte Zarenko zum italienischen Verein Hopplà-Petroli Firenze-Don Camillo, für den er bei Rennen des nationalen Kalenders in Italien mehrfach das Podest erreichte und weitere Top-10-Platzierungen einfuhr. Nachdem Zarenko 2023 bereits als Stagiaire beim damaligen Team Team Corratec-Selle Italia eingesetzt worden war, erhielt er zur Saison 2024 einen festen Vertrag beim UCI ProTeam. Seinen ersten Sieg als Radprofi erzielte er mit dem Gewinn des Gran Premio Santa Rita 2024. Mit dem rumänischen Eintagesrennen Cupa Max Ausnit folgte im selben Jahr ein zweiter Sieg. Mit einem Tageserfolg und dem Gewinn der Gesamtwertung der Tour of Hainan war er 2025 erstmals bei einem Rennen der UCI ProSeries erfolgreich.

## Erfolge

### Straße
2020
- Ukrainischer U23-Meister – Straßenrennen und Einzelzeitfahren

2021
- Ukrainischer U23-Meister – Einzelzeitfahren

2022
- Gesamtwertung und Nachwuchswertung Tour of Bulgaria

2024
- Cupa Max Ausnit
- Gran Premio Santa Rita
- Bergwertung Okolo Slovenska

2025
- Gesamtwertung und eine Etappe Tour of Hainan
- Trofeo Alcide De Gasperi

### Bahn
2019
- Ukrainischer Meister – Mannschaftsverfolgung

2022
- U23-Europameisterschaften – Scratch